# Хашед, Фархат
Фархат Хашед (араб. فرحات حشاد‎; 2 февраля 1914, Аббассия, Керкенна — 5 декабря 1952, Радес) — лидер национально-освободительного движения за независимость Туниса.
Был одним из лидеров тунисского профсоюзного движения, наряду с Хабибом Бургиба и Салах Бен Юсефом. Военная французская организация «Красная Рука» признала свою причастность к его убийству.

## Биография
В 1945 году Фархат Хашед создал в Тунисе «Союз Независимых Профсоюзов Севера». А 20 января 1946 на учредительном съезде общей рамочной организации независимых профсоюзов Севера и Юга, а также тунисской Всеобщей Федерации Труда, основанной в 1936, было учреждено «Всеобщее тунисское объединение труда» (ВТОТ). Фархат Хашед был единогласно избран первым генеральным секретарём новой организации, на тот момент ему было тридцать два года.
В 1952 году, когда пошла волна арестов, и многие националистические лидеры были арестованы, Хашед взял на себя ответственность вести политическое и вооружённое сопротивление с французскими властями. В помещениях ВТОТ были организованны тайные встречи активистов, которые осуществляли вооружённые нападения на представителей французской власти. Хашед также проводил забастовки и протесты, несмотря на аресты более 20000 человек.
Помимо этого в апреле 1952 Фархат Хашед совершает поездки в Брюссель и в США (Вашингтон и Нью-Йорк), чтобы обсудить тунисские и марокканские вопросы в Совете Безопасности. Французскому правительству предложено представить новые реформы.
Обратив на себя внимание в своей борьбе за независимость Туниса, Фархат Хашед попал под пристальное наблюдение французской секретной службы «Красная Рука». Начались угрозы в его адрес и в адрес его семьи.
Утром 5 декабря 1952 года на одной из дорог в пригороде Туниса была подготовлена засада. Раненый выстрелами из автомата в плечо и в руку, сидящий за рулем своего автомобиля, Фархат Хашед нашёл в себе силы остановить машину. Спустя несколько мгновений, появился автомобиль с тремя людьми на борту, которые, видя, что он всё ещё жив, произвели выстрелы ему в голову, а потом выбросили его тело в километре от обочины дороги.
Об убийстве общенационального лидера было объявлено по тунисскому радио в полдень. Эта новость о его смерти вызывает беспорядки по всей стране, а также демонстрации в Касабланке, в Каире, в Дамаске, в Бейруте, в Карачи в Джакарте, в Милане, в Брюсселе и Стокгольме.
В возрасте двадцати двух лет жена Фархата Хашеда осталась вдовой с четырьмя детьми на руках: Нуреддином (восемь лет), Насэром (пять лет), Джамилей (три года) и Самирой (шесть месяцев). В 1955 году тело Фархата Хашеда, захороненное на его родном острове, было возвращено в Тунис, где было перезахоронено в мавзолее. В 1955 году дело Фархата Хашеда было официально закрыто без определения виновных в его убийстве.

## Память
5 декабря каждого года при участии президента Туниса, а также семьи Фархата Хашеда, отмечается годовщина убийства Фархата Хашеда.
В 2002 году Международная конфедерация свободных профсоюзов провела церемонию в честь Фархата Хашеда в Брюсселе, почтила его память как тунисского, африканского и международного профсоюзного деятеля.
Именем Фархата Хашеда названа станция метро в Тунисе. В городе Сус названа его именем площадь в центре Нового города. Также в этом городе его именем назван больничный корпус университета.
30 апреля 2013 года в 13 районе Парижа в присутствии мэра Парижа Бертрана Деланоэ и семьи Фархата Хашеда состоялось торжественное открытие площади Фархата Хашеда.